# Ruch Huti
Huti, Husi (arab. ‏‏الحوثيون‎ trb. Al-Husiun trl. āl-ḥūṯīūn‎), zbrojna część jako Ansar Allah (arab. ‏أنصار ﷲ‎, pol. Wyznawcy Allaha) – jemeński ruch o charakterze polityczno-militarnym, skupiający plemiona zajdyckie (jeden z odłamów szyizmu) zamieszkujące w większości północno-zachodni Jemen.
Większość jego członków jest zajdytami, jednego z odłamów szyizmu występującego niemal wyłącznie w Jemenie. Są oni znaczną grupą religijną w tym kraju. W przeszłości zajdyci sprawowali władzę w państwowości jemeńskiej. Pierwotnie współczesny ruch powstał na początku lat 90. XX wieku (w 1994 roku) w muhafazie Sada w Jemenie. Funkcjonował wówczas jako Asz-Szabab al-Mumin (Wierząca Młodzież). Pierwszym przywódcą ruchu był Husajn Badreddin al-Huti. Miał on liczne osobiste związki z Iranem; spędził tam część swojego życia i pozostawał w bliskich stosunkach z ajatollahem Alim Chameneim. Nazwa ruchu została później wzięta od jego nazwiska. Huti zachowują tradycyjnie dobre stosunki z szyickim Iranem i jego sojusznikami.
Początkowa działalność organizacji była pokojowa. Dopiero w 2004 Huti rozpoczęli antyrządową rebelię przeciw sunnickim władzom centralnym. Powodem wystąpień była amerykańska interwencja w Iraku, którą rządzący popierali. W tym samym roku został zabity przez jemeńskie siły bezpieczeństwa dotychczasowy lider Husajn Badreddin al-Huti. Przywództwo w ruchu obejmowali następnie kolejno jego trzej bracia. Konflikt ten trwa z różnym nasileniem. Huti odnosili w większości z nich zwycięstwa. Huti są jednym z głównych uczestników toczącej się wojny domowej w Jemenie, która wybuchła po tym, jak ruch ten w styczniu 2015 dokonał zamachu stanu, a wcześniej zajął stolicę Sanę we wrześniu 2014. Organizacji tej zarzuca się dokonywanie aktów piractwa morskiego na wodach Morza Czerwonego w pobliżu cieśniny Adeńskiej.
Ruch Huti jest przez niektóre kraje uznawany za organizację terrorystyczną. Uznania takiego dokonała m.in. Arabia Saudyjska i Zjednoczone Emiraty Arabskie. Stany Zjednoczone uznały Huti za organizację terrorystyczną 19 stycznia 2021, wycofały jednak stanowisko zaledwie około miesiąca później – 16 lutego. 4 marca 2025 roku USA ponownie uznały Ansar Allah za organizację terrorystyczną.
Ruch deklaruje się jako antysyjonistyczny. Mniejszość żydowska w Jemenie stawała się wielokrotnie ofiarą jego prześladowań. Głosi na swych sztandarach także hasła antyamerykańskie.